# ايزيكيل فرنانديز
ايزيكيل فرنانديز (بالإسبانية: Ezequiel Fernández Jaén)‏ (و. 1886 – 1946 م) هو سياسي، ودبلوماسي من بنما .